# 오네긴 (영화)
《오네긴》(영어: Onegin)은 영국과 미국에서 제작된 마사 파인스 감독의 1999년 로맨틱 드라마 영화이다. 레이프 파인스 등이 출연하였고, 사이먼 보즌켓 등이 제작에 참여하였다.

## 출연진
- 레이프 파인스
- 리브 타일러
- 토비 스티븐스
- 리나 히디
- 마틴 도너번
- 앨런 암스트롱
- 해리엇 월터
- 아이린 워스
- 제이슨 왓킨스
- 사이먼 맥버니

## 기타 제작진
- 배역: 메리 셀웨이
- 미술: 짐 클레이
- 의상: 존 브라이트, 클로에 오볼렌스키
- 분장: 피터 오언